# Ferrocarril Córdoba y Nor-Oeste
| Ferrocarril Córdoba y Nor-Oeste                    | Ferrocarril Córdoba y Nor-Oeste |
| -------------------------------------------------- | ------------------------------- |
| Die von NBL gebaute Lokomotive Nr. 10 der FCC y NO |                                 |
| Streckenkarte                                      |                                 |
| Streckenlänge:                                     | 153 km                          |
| Spurweite:                                         | 1000 mm (Meterspur)             |
|                                                    |                                 |

Die Ferrocarril Córdoba y Nor-Oeste (abgekürzt: FCCyNO, englisch: Córdoba and North Western Railway) war eine Eisenbahngesellschaft in der Provinz Córdoba in Argentinien.

## Geschichte
Das britische Unternehmen wurde 1889 gegründet, um eine ursprünglich im Vorjahr an den deutschen Einwanderer und Brauereibesitzer Otto Bemberg erteilte Konzession für den Bau einer Meterspurstrecke von Córdoba nach Cruz del Eje über La Calera und Cosquín zu übernehmen. Gebaut wurde die 153 km lange Strecke von dem Tiefbauunternehmen Perry, Cutbill, De Lungo and Co., das in mehreren Ländern Südamerikas Eisenbahnstrecken errichtete. Der erste Abschnitt von Córdoba nach La Calera wurde am 30. Juli 1891 eröffnet. Die komplette Strecke war bis 7. März 1892 fertig gestellt.
Ende 1895 waren acht Dampflokomotiven, 12 Personenwagen, 4 Gepäckwagen, sowie 87 Güterwagen vorhanden.
Nachdem die Gesellschaft in finanzielle Schwierigkeiten geraten war, übernahm die Ferrocarril Central Córdoba 1901 den Betrieb der Strecke. Aufgrund weiterer Betriebsverluste wurde die Gesellschaft 1909 an die argentinische Regierung verkauft.